# Гроссейн, Лионель
Лионель Гроссейн (фр. Lionel Grossain; род. 12 февраля 1938) — французский дзюдоист, 4-кратный чемпион (1960, 1961, 1962, 1964) и 8-кратный серебряный призёр (1960, 1962, 1963, 1964—1966) чемпионатов Франции, чемпион (1959, 1962, 1964) и серебряный призёр (1961, 1965) чемпионатов Европы, серебряный (1960) и бронзовый (1963—1965) призёр командных чемпионатов Европы, участник летних Олимпийских игр 1964 года в Токио. Выступал в средней (до 80 кг) и абсолютной весовых категориях.
На Олимпиаде француз победил британца Сиднея Хоара и голландца Яна Снейдерса, но проиграл будущему чемпиону этих игр японцу Исао Окано и занял 5-е место.